# 墨俣大和街道
墨俣大和街道（すのまたやまとかいどう）は、現在の岐阜県大垣市墨俣町を通り三重県桑名市まで続く街道で、奈良時代から平安時代あたりまで人馬の行き来に利用されていたとされている。現在の墨俣（墨俣宿）が起点となり、川沿いに南下して現在の桑名市（桑名宿）に到達するところまでを指す。その後、加太越奈良道ともいわれる平城京までつづく大和街道に合流する。この2つを総じて大和街道と呼ぶ。
しかし、墨俣から桑名までが木曽三川に囲まれた地帯であり、それにともない水害の多いエリアであるため、頻繁に街道ルートが変更され、現在ではそれらを特定する遺跡も乏しく道筋の特定が難しくなっている。
一説では長良川沿いに存在していたといわれ、もっとも有力な説である。
現在では街道を確定できる学術的立証ができないため、地元に残る逸話や説話のみにその名前を残す。

## 宿場一覧
1. 起宿（愛知県一宮市）
2. 墨俣宿（岐阜県大垣市）
3. 桑名宿（三重県桑名市）

一説では起宿あたりから墨俣、桑名まであるとされているが実際は定かではない。宿場町が制定されるよりも以前の街道であるため特定が困難である。

## 歴史
立証できるものはないが、民間伝承などからすると奈良時代には街道があったと推測できる。
大海人皇子を救った女
壬申の乱の話であるため、672年には道らしきものは存在した。
奈良の大仏と岐阜の職人
奈良の大仏の建立にあたり、岐阜（美濃）からも職人や人足が多くわたった。（745年前後）大仏の設計を行った日野金丸王は岐阜市の出身であり、現在の岐阜県岐阜市長良にある長良公園のフィールドアスレチックにその当時の逸話が利用されている。
鬼の足音伝説
「鬼の足音」は当時通行していた「象」ではないかと憶測できる。しかし、年代が近代過ぎる（1700年代前半）こともあり、実際は定かではない。
平安時代に入り、平城京への交通が乏しくなったことと、河川氾濫による度重なるルート変更、より安全な道ということで距離は遠くなるが、墨俣宿-桑名宿ではなく、隣の大垣宿-桑名宿（美濃街道）の交通が増えたことが要因となり、墨俣大和街道が使われなくなっていったと憶測する。

## 墨俣大和街道の民間伝承

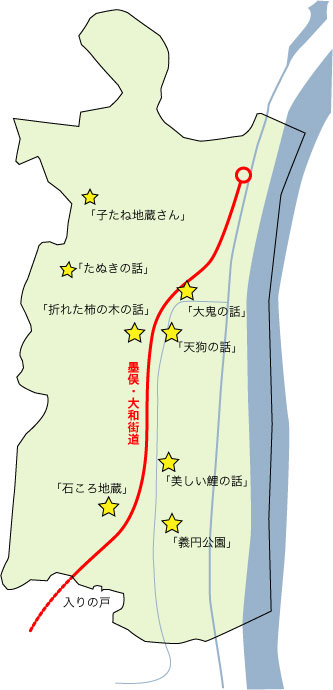
墨俣エリア内街道と伝承の比較図

墨俣地区に残っている民間伝承の中に街道の存在を示唆するものがいくつかある。
つるべてんぐ
昔々、2本の杉の木につるべてんぐという怖い天狗が住んでいた。ある日の夜遅くにそこを通りかかった商人が、つるべに触ってしまい、天狗に上から引きずり上げられる。商人は体を真っ二つに切り裂かれ、川へ捨てられる。商人は普段から暴利をむさぼるような商売をしていたからであり、悪い人は川をわたることができないという言い伝え。
大鬼の話
昔、子供が森の奥へ入っていくと大きな鬼とバッタリ出会う。鬼が恐ろしい顔で追いかけてきたので子供はお急ぎで逃げた。村に戻った２人は鬼に追われていることを話した。村人たちは鬼を追い払うために壁をたたいたり、大声を出したりして鬼を追い払う。
子たね地蔵
墨俣町の中の二ツ木という地域でのお話。子供をお金で引き取っては殺していた村人がいた。ある日、旅の僧侶が「あの家に子供の幽霊がたくさんいる。」と言ったので、縁の下を探したら骨がたくさんみつかったため、村の人々はその人買いを村から追い出し、地蔵を建てて供養をしている。（二ツ木の子たね地蔵）